# Felicísimo
Felicísimo (¿muerto en 271?) fue un funcionario público de la Antigua Roma, durante el reinado del emperador Aureliano. Es famoso porque lideró una sublevación de los trabajadores de la ceca contra el emperador, pero fue derrotado y asesinado, posiblemente en 274, pero más probablemente en 271.

## Revuelta de los trabajadores de la Casa de la Moneda
Felicísimo era un rationalis, el jefe de la tesorería del estado. Una de las responsabilidades del rationalis era administrar las cecas imperiales. Los trabajadores de la ceca de Roma se habían dedicado a adulterar la moneda en beneficio propio.  Se trataba de la moneda Divus Claudius, emitida durante los primeros años del reinado de Aureliano para establecer su derecho a ser el sucesor de Claudio II.  Felicísimo fue considerado responsable y cuando fue desafiado por Aureliano, incitó a los trabajadores de la ceca a la revuelta.  En el levantamiento que siguió, se informa de que los trabajadores fueron masacrados mientras que 7000 soldados murieron durante esta revuelta  La batalla tuvo lugar en el Monte Celio. Es posible que esta revuelta estuviera relacionada de algún modo con las clases senatorial y ecuestre, ya que Aureliano ejecutó a varios senadores.
El hecho de que la ceca de Roma estuviera inactiva durante un breve periodo de tiempo antes de la reforma monetaria de 274 podría ser consecuencia de esta revuelta, y la mala calidad de la moneda al principio del reinado de Aureliano apoya la sugerencia de que los trabajadores de la ceca adulteraban la moneda. Aureliano eligió a Cayo Valerio Sabino como sucesor de Felicísimo y la ceca de Roma fue trasladada a Mediolanum.